# Já, padouch 4
Já, padouch 4 (v anglickém originále Despicable Me 4) je americký rodinný animovaný film studia Universal Pictures navazující na předchozí trojici snímků Já, padouch, Já, padouch 2 a Já, padouch 3. Hlavní postava Gru a jeho rodina je nucena se přestěhovat do bezpečného domu, aby se ukryla před Maximem Le Malem, Gruovým starým rivalem, který se chce pomstít se svou přítelkyní Valentinou. Zároveň jeden z nových sousedů má v úmyslu vrátit Grua mezi padouchy.
Vývoj čtvrtého filmu začal v září 2017. Oficiálně byl potvrzen v únoru 2022, přičemž Renaud, Delage a White se připojili jako režisér, spolurežisér a scenárista. Produkce se rozběhla v červnu 2022. Většina hlavního hlasového obsazení byla oznámena v lednu 2024, přičemž Hoffman a Daurio se stali koproducenten, respektive spoluscenáristou. Heitor Pereira a Pharrell Williams se vrátili z předchozích dílů, aby složili hudbu, respektive napsali původní písně a motivy.
Premiéra filmu se konala 9. června 2024 v Jazz at Lincoln Center v New Yorku. Do kin byl uveden 20. června v Austrálii a 3. července ve Spojených státech. Film získal smíšené hodnocení kritiků a celosvětově vydělal 100 milionů dolarů.